# John Smelcer
John Smelcer (rođen 1963.), američki pjesnik i novelist

## Životopis
Stekao je obrazovanje i na plemenskoj i na državnoj razini. Godine 1987. dobio je kćer Zaru. Osamdesetih i devedesetih posvetio se studiranju i dizanju utega. Diplomirao je antropologiju i engleski jezik. Godine 1993. doktorirao je komparativnu književnost u Anchorageu na Sveučilištu Aljaska. Radi kao terenski arheolog na lokacijama naroda Ahtena. Objavljuje zbirke aljaskih mitova, a 2006. objavljuje prvi roman.

## Djela
- 1995. The Archaeological Prehistory of the Kotsina, Copper and Chitina Rivers
- 2000. Songs from an Outcast
- 2004. Without Reservation
- 2006. The Trap, prvi roman
- 2009. The Binghamton Poems
- 2009. The Great Death, drugi roman